# Microrregión de Almenara
La microrregión de Almenara es una de las  microrregiones del estado brasileño de Minas Gerais perteneciente a la mesorregión  Jequitinhonha. Su población fue estimada en 2006 por el IBGE en 175.070 habitantes y está dividida en dieciséis municipios. Posee un área total de 15.452,364 km².

## Municipios
- Almenara
- Bandeira
- Divisópolis
- Felisburgo
- Jacinto
- Jequitinhonha
- Joaíma
- Jordânia
- Mata Verde
- Monte Formoso
- Palmópolis
- Rio do Prado
- Rubim
- Salto da Divisa
- Santa Maria do Salto
- Santo Antônio do Jacinto
- Serra dos Aimorés

- Datos: Q2455935